# Голото слънце
Голото слънце (на английски: The Naked Sun) е вторият роман от цикъла „Роботите“ на американския писател фантаст Айзък Азимов. За първи път сюжетът на творбата е публикуван между октомври и декември 1956 г. като серия от публикации в американското списание Astounding Science Fiction, а година по-късно е издаден и като цяла книга. Подобно на своя предшественик, Стоманените пещери, романът съчетава елементи на научнофантастичния и криминалния литературен жанр.

## Главни действащи лица
- Илайджа Бейли: Полицейски детектив от Ню Йорк, натоварен с разследване убийството на Рикейн Делмар.
- Р. Даниил Оливо: Хуманоиден робот и партньор на Бейли в разследването на убийството.
- Албърт Миним: Заместник министър в земното Министерство на правосъдието.
- Гладиа Делмар: Съпруга на Рикейн Делмар и главна заподозряна за убийството му.
- Ханис Груър: Началник на Соларийската служба за сигурност.
- Алтим Тул: Солариански лекар.
- Коруин Атълбиш: Главният адютант на инспектор Груър.
- Анселмо Куемът: Солариански социолог.
- Клориса Канторо: Асистентка на доктор Рикейн Делмар.
- Джотан Лийбиг: Солариански робоспециалист, работил заедно с Рикейн Делмар.

## Сюжет
Хронологически сюжетът на Голото слънце се развива около една година след разрешаването на случая с мистериозното убийство на доктор Родж Немену Сартън (в Стоманените пещери) от нюйоркския полицейски детектив Илайджа Бейли. Добил слава дори във враждебно настроените към Земята Външни светове, Бейли е призован от правителството на планетата Солария да разследва убийството на соларианския фетолог Рикейн Делмар. Под натиска и на земните власти, които се нуждаят от информация за враждебните космолитски светове, детективът приема задачата. Пристигайки на чуждата планета Бейли отново среща хуманоидния робот Даниил Оливо, който се включва в разследването на престъплението като партньор на землянина и представител на главния космолитски свят Аврора.
Фокус на романа са необикновената култура и тадиция на Солария, които често са пълна противоположност на обществото, в което е роден и израснал Бейли. Планета е обитавана от около 20 000 човешки същества, всеки от които притежава свое собствено имение, живее сам или със съпруга си в него. От дете всеки соларианец е учен да избягва срещите лице в лице и да използва холограмна технология при общуването със съгражданите си. Освен неизменно поддържания на едно ниво брой човешки същества Солария се обитава и от 200 милиона робота, които обслужват и се грижат за местното население.
Успешно разрешавайки случая и завръщайки се на Земята като герой, Бейли достига до извода, че тези крайности на соларианското общество водят до редица негови слабости, които обаче имат свой огледален образ в затвореното и изолирано под гигантските куполи на своите градове земно общество.